# چکاوک آنگولایی
چکاوک آنگولایی (نام علمی: Mirafra angolensis) نام یک گونه از سرده جل‌ها است.